# Quadruple double en quintuple double
Een quadruple double is een term uit het basketbal waarbij een speler in vier van de vijf statistieken dubbele cijfers heeft, dat wil zeggen 10 of meer van de betreffende statistiek. De categorieën zijn punten (points), rebounds, assists, steals en blocks. Het is daarmee een soort overtreffende trap van een triple double. 
Een voorbeeld van een quadruple double is 12 points, 11 rebounds, 15 assists en 12 blocks. Dergelijke prestaties komen zeer zelden voor en anno 2021 hebben vier NBA-spelers dat elk eenmaal gepresteerd, namelijk:
- Nate Thormond[1] in 1974 — 22 points, 14 rebounds, 13 assists en 12 blocks
- Alvin Robertson[2] in 1986 — 20 points, 11 rebounds, 10 assists en 10 steals
- Hakeem Olajuwon[3] in 1990 — 18 points, 16 rebounds, 10 assists en 11 blocks
- David Robinson[4] in 1994 — 34 points, 10 rebounds, 10 assists, 10 blocks.

Opvallend in deze lijst is dat Alvin Robertson de enige guard is, terwijl de anderen allemaal centers waren.

## Quintuple
Een quintuple double is nooit officieel geregistreerd in de NBA, maar is mogelijk wel neergezet door Wilt Chamberlain, op 18 maart 1968. Van steals en blocks werden toen echter nog geen statistieken bijgehouden. Naast de officiële 53 punten, 32 rebounds en 14 assists zou Chamberlain 24 blocks en 11 steals gemaakt hebben. Buiten de NBA zijn er in de VS wel twee quintuples officieel vastgelegd, beide door meisjes in de highschool-competitie. Een daarvan was Tamika Catchings, een van de sterkste en bekendste basketbalsters ooit in de WNBA.